# Cosseria
Cosseria (im Ligurischen: Cosceria) ist eine italienische Gemeinde mit 1037 Einwohnern (Stand 31. Dezember 2023) in der Region Ligurien. Politisch gehört sie zu der Provinz Savona.

## Geographie

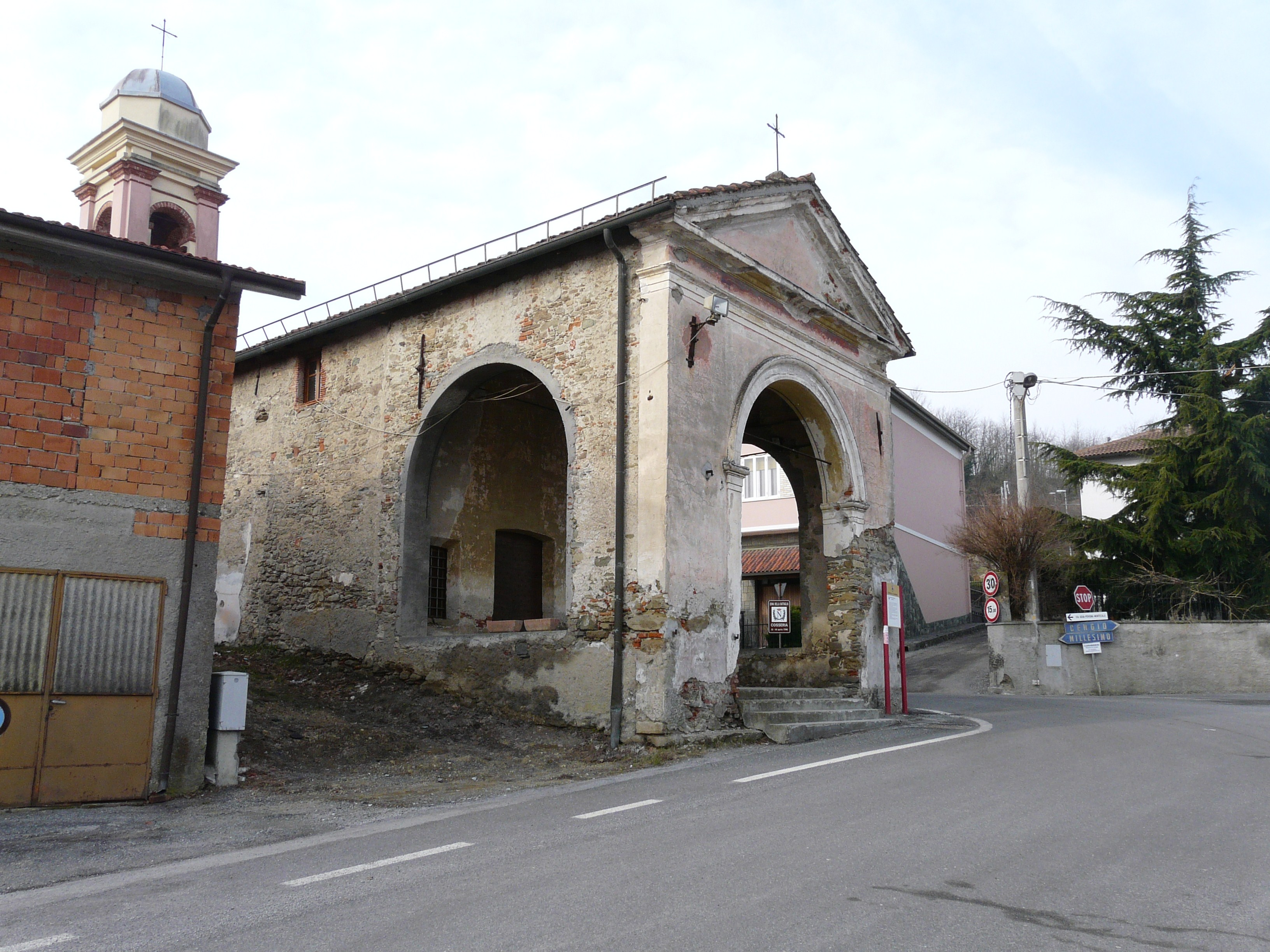
San Rocco

Die landwirtschaftlich geprägte Gemeinde Cosseria liegt im nördlichen Abschnitt des Ligurischen Apennins, auf einem Bergrücken des Val Bormida. Sie gehört zu der Comunità Montana Alta Val Bormida und ist circa 27 Kilometer von der Provinzhauptstadt Savona entfernt.
Nach der italienischen Klassifizierung bezüglich seismischer Aktivität wurde die Gemeinde der Zone 4 zugeordnet. Das bedeutet, dass sich Cosseria in einer seismisch inaktiven Zone befindet.

## Klima
Die Gemeinde wird unter Klimakategorie E klassifiziert, da die Gradtagzahl einen Wert von 2519 besitzt. Das heißt, die in Italien gesetzlich geregelte Heizperiode liegt zwischen dem 15. Oktober und dem 15. April für jeweils 14 Stunden pro Tag.